# Egiodola
L'  egiodola est un cépage métis de France produisant de raisins noirs.

## Étymologie
Egiodola signifie littéralement en basque « le sang pur » ou « le sang véritable ». Egi étant « la vérité ou la pureté » (Hori egi-egia da : C'est la pure vérité) et odola se traduit par « le sang ». Ces deux mots ne se rassemblent pas dans l'écriture courante, l'auteur les a unis pour créer un nouveau nom.

## Origine et répartition géographique
L'  egiodola est une obtention du basque Pierre Marcel Durquety du Institut national de la recherche agronomique de Bordeaux. L'origine génétique est vérifié et c'est un croisement des cépages Tinta negra mole et Abouriou réalisé en 1954. Le cépage est recommandé ou autorisé dans la majorité des départements viticoles français (Ardèche, Aude, Aveyron, Corse, Gers, Gironde, Hérault, Landes, Loire-Atlantique, Lot, Lot-et-Garonne, Maine-et-Loire, Nièvre, Pyrénées Atlantiques, Pyrénées Orientales, Tarn-et-Garonne et Var). En France il couvre 300 hectares (2004).
Il est un peu cultivé au Brésil.
Pierre Marcel Durquety, Chargé de recherches, a réalisé de nombreux croisements intraspécifiques entre 1950 et 1980 dont sept variétés sont inscrites officiellement au catalogue des cépages, dont quatre rouges (Arinarnoa, Egiodola, Ekigaïna, Semebat) et trois blanches (Arriloba, Liliorila, Perdea).

## Caractères ampélographiques
- Extrémité du jeune rameau épanoui, cotonneux blanc.
- Jeunes feuilles aranéeuses et jaune.
- Feuilles adultes, 5 à 7 lobes avec un sinus latéral supérieur profond et étroit, des sinus latéraux inférieurs moyennement profonds, un sinus pétiolaire fermé à bords superposés, des dents anguleuses, moyennes, un limbe légèrement pubescent.

## Aptitudes culturales
La maturité est de peremière époque tardive: 10 jours après le chasselas.

## Potentiel technologique
Les grappes sont grandes et les baies sont de taille moyenne. La grappe est cylindrique, ailée, plutôt lâche et souple. Le cépage est vigoureux et s'il est conduit à taille Guyot, la fertilité assez élevée et régulière. Il est légèrement sensible à la pourriture grise.
Le vin rouge a une couleur intense. Il est assez tannique et alcoolique et un arôme épicé ou herbacé bien prononcé. Obtenus par des macérations très courtes, le vin est très aromatique de type floral marqué, intéressant en vin de primeur et en vin rosé.

## Synonymes
néant